# Kamminke

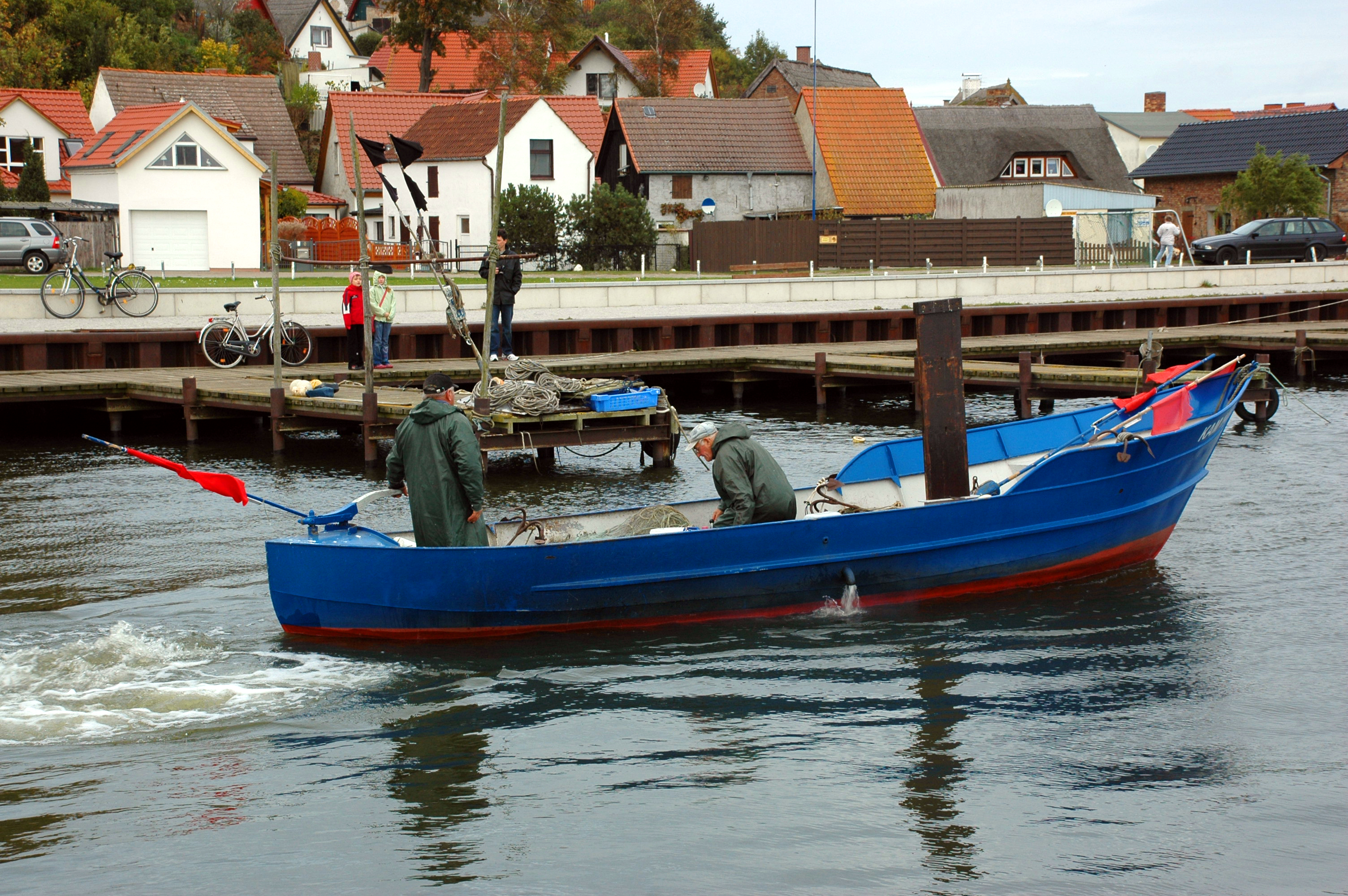
Port rybacki w Kamminke

Kamminke (pol. hist. Kamionki) – gmina w Niemczech, wchodząca w skład Związku Gmin Usedom-Süd w powiecie Vorpommern-Greifswald, w kraju związkowym Meklemburgia-Pomorze Przednie, nad Zalewem Szczecińskim, na wyspie Uznam.
Znajduje się tam również mały port rybacki i jachtowy.
Przed przystąpieniem Polski do układu z Schengen w Kamminke było piesze i rowerowe przejście graniczne do Świnoujścia.
Liczba ludności
W roku 1933 - 685 mieszkańców
W roku 1939 - 748 mieszkańców
W pobliżu Kamminke znajduje się Cmentarz wojenny Golm położony na najwyższym wzniesieniu znajdującym się na wyspie Uznam, górze Golm 69 metrów n.p.m.